# Most přes zátoku Ťiao-čou
Most přes zátoku Ťiao-čou (čínsky pchin-jinem Ťiao-čou-wan ta-čchiao, znaky zjednodušené 胶州湾大桥, tradiční 膠州灣大橋) je 26,7 kilometru dlouhý silniční most vedoucí přes záliv Ťiao-čou v provincii Šan-tung v Čínské lidové republice.
Most vede přes záliv Ťiao-čou, který je na jižním pobřeží Šantungského poloostrova. Spojuje městské obvody patřící do městské prefektury Čching-tao, Li-cchang a Si-chaj-an, obloukem ve směru od východu k jihozápadu. V západní části z něj vede odbočka  přímo na sever.
Most byl otevřen 30. června 2011 a jeho stavba trvala přibližně čtyři roky.